# Nacktkehlreiher
Der Nacktkehlreiher (Tigrisoma mexicanum) ist ein in Mittelamerika verbreiteter Reiher.

## Merkmale

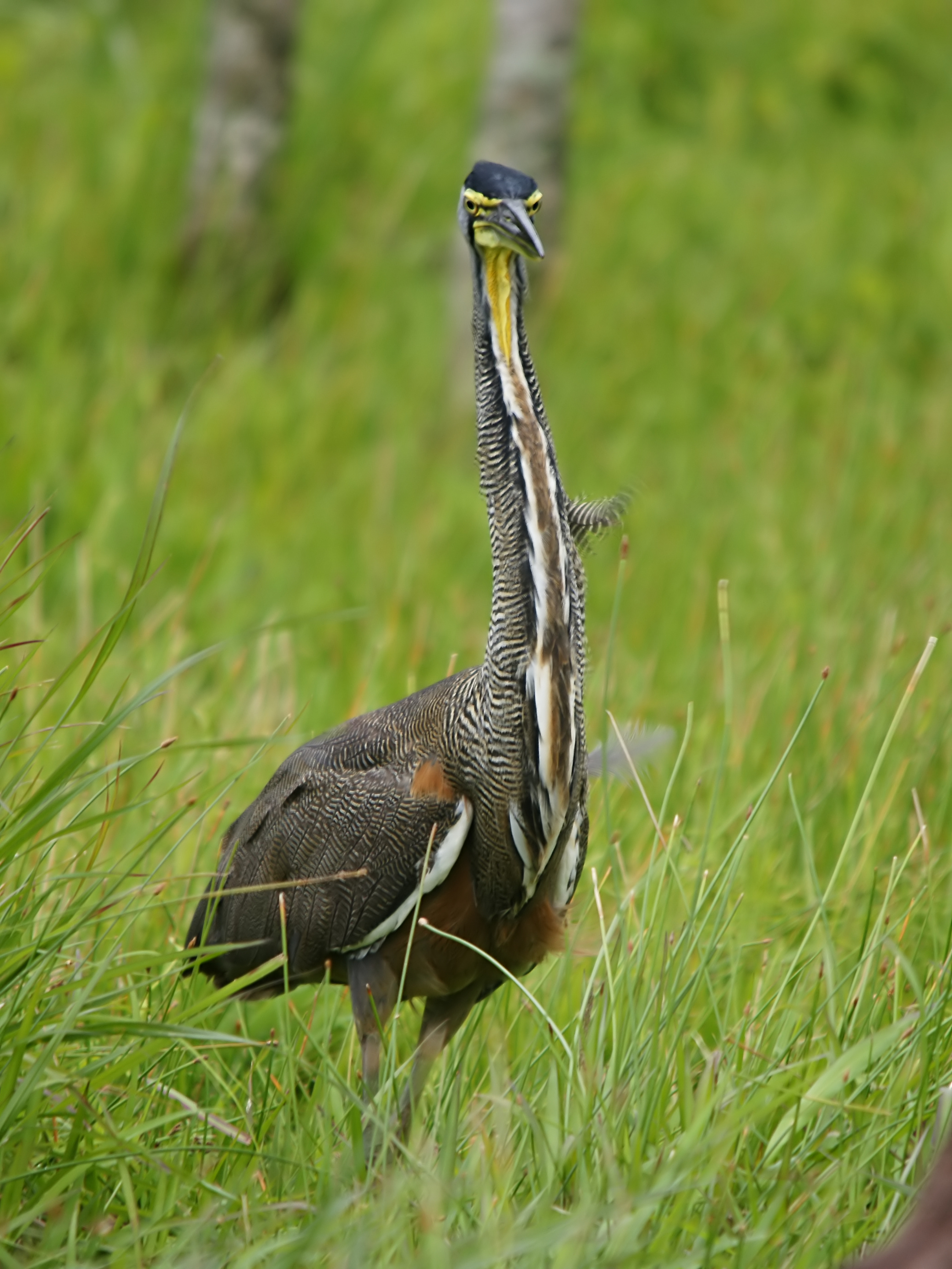
Auffällige Halsfärbung des Nacktkehlreihers

Der Nacktkehlreiher erreicht eine Länge von 70 bis 80 cm. Seine Kehle ist, wie der Name bereits verrät, unbefiedert. Ihre Farbe ist gelblich, zur Brutzeit leuchtend orange reichen. Das Gefieder der ausgewachsenen Vögel ist grau mit dünnen schwarzen Streifen. Auf dem Kopf tragen sie eine schwarze Kappe. Die Halsunterseite ist weiß mit einer schwarzen Umrahmung. Der Bauch ist dunkelbraun. Die Jungvögel sind breiter gestreift, und Bauch und Kehle sind bei ihnen weiß.

## Verbreitung
Sein Verbreitungsgebiet umfasst Mittelamerika vom südlichen Mexiko bis nach Panama. Auch in angrenzenden Regionen Kolumbiens kommt er vor. Lebensraum sind vor allem Mangroven, daneben auch Süßwasserhabitate.

## Verhalten
Der Nacktkehlreiher ernährt sich hauptsächlich von Fischen, erbeutet aber auch Krebstiere und Frösche. 
Bei der Brut errichtet er sein Nest gewöhnlich in einem Baum. Dieses besteht aus Ästen und Zweigen. Darin legt das Weibchen ein bis drei grüngesprenkelte Eier ab. Das Gelege wird von beiden Elternvögeln bebrütet.